# Шмидхофер, Николь
Нико́ль Шмидхо́фер (нем. Nicole Schmidhofer; 15 марта 1989) — австрийская горнолыжница, чемпионка мира 2017 года в супергиганте, победительница этапов Кубка мира, двукратная чемпионка мира среди юниоров. Специализировалась в скоростных дисциплинах.

## Карьера

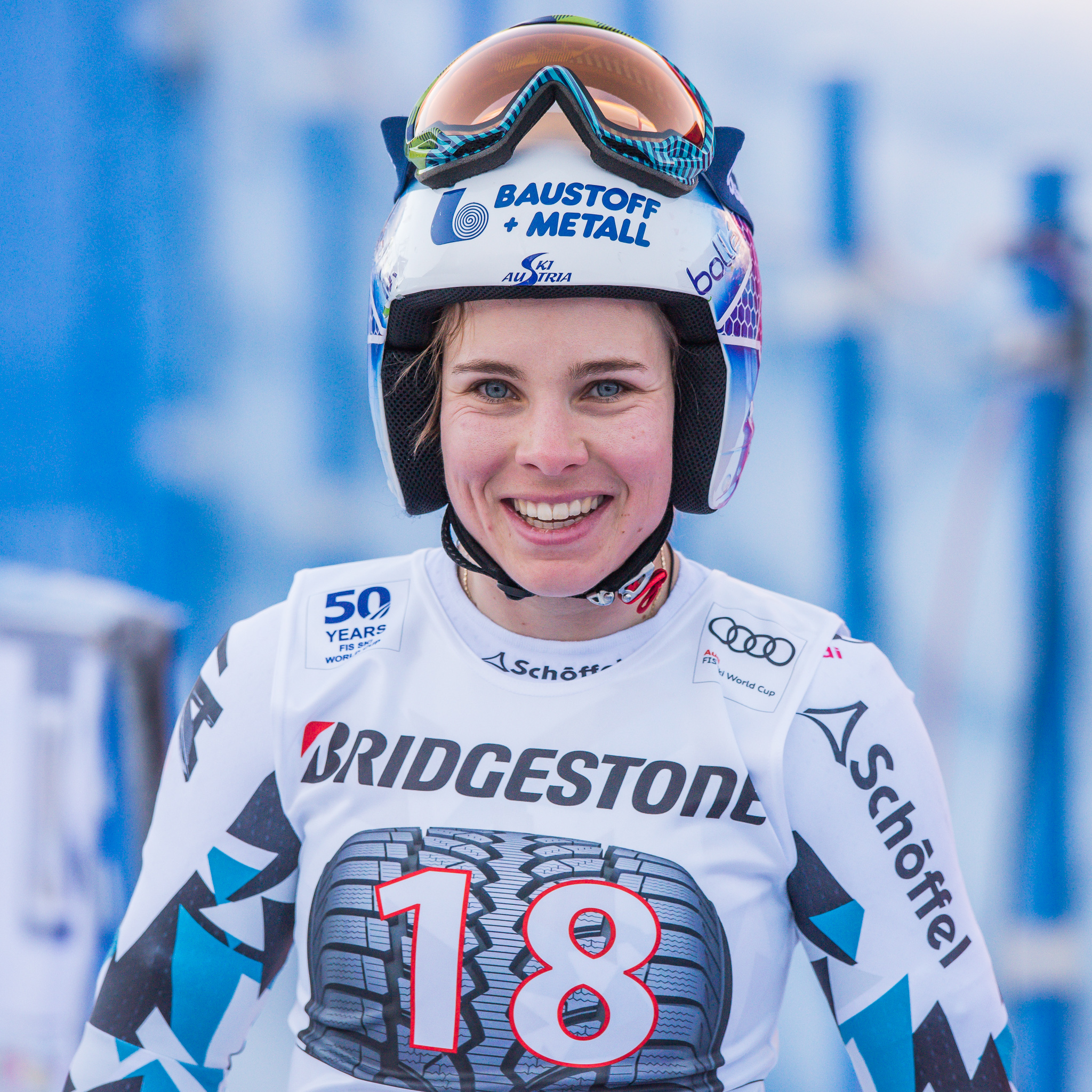

В международных стартах начала принимать участие в 2005 году. В 2007 году стала триумфатором домашнего чемпионата мира, которых проходил в Альтенмаркте. Там она выиграла золотые медали в супергиганте и гигантском слаломе, стала второй в комбинации и третьей в скоростном спуске. Спустя несколько дней после завершения чемпионата дебютировала в Кубке мира на этапе в швейцарском Ленцерхайде, где сразу же набрала кубковые очки, показав 14 место в супергиганте и 18 в гигантском слаломе.
В 2008 году на юниорском первенстве мира Шмидхофер медалей не завоевала (лучшее место — 9 в супергиганте), а в 2009 году на аналогичном турнире стала бронзовым призёром в скоростном спуске.
В 2010 году австрийка вошла в состав олимпийской сборной Австрии на Игры в Ванкувере. Там она приняла участие только в супергиганте, где не смогла добраться до финиша.
В январе 2013 года Шмидхофер впервые в карьере попала на подиум этапа Кубка мира, став второй в супергиганте в Кортина-д’Ампеццо. Это позволило войти ей в состав сборной на домашний чемпионат мира, где она показала 11 место в той же дисциплине. Второй подиум австрийка завоевала на том же этапе спустя год, став третьей в скоростном спуске. В 2015 года на чемпионате мира в США остановилась в шаге от медали в скоростном спуске.
На чемпионате мира 2017 года в Швейцарии, не имевшая побед на высшем уровне Шмидхофер, достаточно неожиданно выиграла золотую медаль в первом же виде программы — в супергиганте, обойдя на 0,33 сек лихтенштейнскую горнолыжницу Тину Вайратер.
На этапе Кубка мира 2018/2019 года в канадском Лейк-Луизе, на трассе скоростного спуска, австрийская спортсменка, впервые в карьере одержала две победы сразу 30 ноября и 1 декабря.
Последний раз выходила на старт этапа Кубка мира 15 марта 2023 года в Сольдеу, где заняла 24-е место в супергиганте.
Завершила карьеру после сезона 2022/23.

## Победы на этапах Кубка мира (4)
| № | Сезон   | Дата        | Место               | Дисциплина           |
| - | ------- | ----------- | ------------------- | -------------------- |
| 1 | 2018/19 | 30 ноя 2018 | Лейк-Луиз           | Скоростной спуск     |
| 2 | 2018/19 | 1 дек 2018  | Лейк-Луиз           | Скоростной спуск (2) |
| 3 | 2018/19 | 26 янв 2019 | Гармиш-Партенкирхен | Супергигант          |
| 4 | 2019/20 | 7 дек 2019  | Лейк-Луиз           | Скоростной спуск (3) |